# Hunsheim
Hunsheim ist ein Ort von 106 Ortschaften der Gemeinde Reichshof im Oberbergischen Kreis im nordrhein-westfälischen Regierungsbezirk Köln in Deutschland.

## Lage und Beschreibung
Hunsheim liegt nordwestlich der Wiehltalsperre, die nächstgelegenen Zentren sind Gummersbach (10 km nordwestlich), Köln (54 km westlich) und Siegen (46 km südöstlich).
Die nächstgelegene Autobahn ist die A 4 mit der Auffahrt 26 (Reichshof / Bergneustadt) und Auffahrt 25 (Gummersbach), jeweils ungefähr 8 Kilometer entfernt.

## Erstnennung
1467 wurde der Ort das erste Mal urkundlich erwähnt und zwar „Heidenreich, Aloff und weitere Einwohner von Honntzem/Honntzheim sind Zeuge in einem Grenzumgang“.
Schreibweise der Erstnennung: Honntzem/Honntzheim

## Geschichte
Hunsheim besitzt einen kulturbestimmten Namen, 1555 Honnen, 1561 Honzem, 1575 Hontzingen = Heim, Wohnung des Honnen. Honne = Vorsteher der Honschaft (hunnius, centenarius).
Hunsheim gehörte zum Sattelgut Alpe, eines der sechs Sattelgüter des Kirchspiels Eckenhagen, wohl das größte. Dieses umfasste „10 Aggerhöfe“, neben Hunsheim noch Alpe, Berghausen, Dorn, Fahrenberg, Seifen, Merkausen, Allinghausen, Allenbach und Ohlhagen.
Den Unterlagen des Alper Bürger Club ist zu entnehmen, dass sich dort stattliche Steinbauten um einen wehrhaften Bergfried erhoben, wo sonst doch die Ortschaften nur durch niedrige Fachwerkhäuser geprägt waren. Als „ein Schloß und Adelicher seß (Sitz)“ sind beide Plätze („In der Olpe“ und „In der nider Olpe“) bezeichnet.
Aus dem Buch „Eckenhagen und Denklingen im Wandel der Zeiten“, geht hervor, dass um die Mitte des 16. Jahrhunderts in Niederalpe ein Peter von Heydt, genannt Hüngerkausen lebte. Er heiratete 1560 eine nichtadelige Frau, Gertrud aus Ohlhagen. Aus der Ehe gingen 5 Kinder hervor.
Die im Jahre 1575 ausgewiesenen „Eigen von Eckenhagen“ bestanden aus 2 Kirch- oder Pfarrdörfern, 83 Weilern und 18 Einzelhöfen. Aus letzteren sind im Laufe der Zeit Weiler geworden während andere verschwanden.
Von allen verpflichteten Gütern und Grundstücken wurde der Schatz oder die zwangsweise zu erhebende Steuer, ursprünglich von der Bede oder freiwillige Steuer unterschieden, erhoben. Nach den Kellnereirechnungen von 1749 war es Aufgabe der Honschaften im Eigen von Eckenhagen die Abgaben in den 105 Ortschaften für das Amt Windeck zu erheben. Hunsheim war eine von 7 Honschaften im Kirchspiel Eckenhagen.
Schuld und Bede zahlten 1753 in der Acherhonschaft 11 Ortschaften, so auch Hunsheim.
Weiteren Hinweisen zufolge kam Mitte des 19. Jahrhunderts dem Gemeindewegebau eine besondere wirtschaftliche Bedeutung zu. Dazu gehörte auch die Verbindung zwischen Allenbach und Ohlhagen, die wohl um 1870 fertiggestellt wurde.
In den Jahren 1924–1929 wurde die Kraftpostlinie Dieringhausen-Hunsheim – Drespe eingerichtet. Damit hatte die alte Postverbindung („Kaiserliche Post“ und Privatpost) auf der Strecke ein Ende gefunden.
| Bevölkerungsentwicklung | Bevölkerungsentwicklung |
| Jahr                    | Einwohner               |
| ----------------------- | ----------------------- |
| 1946                    | 291                     |
| 1991                    | 926                     |
| 2005                    | 1.015                   |
| 2008                    | 966                     |
| 2017                    | 1.010                   |
| 2018                    | 1.014                   |
| 2019                    | 1.010                   |

## Rechtswesen
Bei den Germanen bildete die Gemeinde des öffentlichen Rechts einen Verband, der Einzelhöfe und kleinere Weiler umfasste und den Namen Hundertschaft, auch Honschaft, führte. Die Rechtspflege war Sache des von der Hundertschaft eingesetzten Richters, Zentenar oder Hunne genannt. Das Kirchspiel (Gericht) Eckenhagen umfasste im Jahre 1555 sieben Honschaften, darunter Hunsheim (Honnen).

## Schulwesen
Dorn hat in der Geschichte der Gegend eine besondere Bedeutung durch seine im frühen 17. Jahrhundert berühmte Schule, zu der auch Hunsheim gehört. Als diese 1841 abbrannte, blickte man auf eine über 200-jährige Geschichte zurück. Der Schulsaal blieb weitgehend unversehrt und wurde nach Hunsheim verlegt. Dort befindet sich die Schule noch heute, nach Peter von Heydt benannt.

## Kirchenzugehörigkeit
Die Anfänge einer eigenen Pastorisierung des Bereichs um Hunsheim geht weit zurück. In Dorn stand eine lutherische Kapelle, in der die sogenannten zehn Aggerhöfe, u. a. Hunsheim, im bergischen Amt Windeck gelegen, ihre regelmäßigen Gottesdienste verrichteten. Zu Anfang des Dreißigjährigen Krieges vermachte der Edelmann Peter von Heydt, genannt Hungerkausen, aus Niederalpe laut Testament vom 9. Oktober 1622 diesen Aggerhöfen „das Häuschen zum Dorn samt dem Gärtchen hinten daran, legiert zur Ehre Gottes vor ein Kapell- und Schulhaus.“ Die lutherische Kapelle wurde zum Ende des 18. Jahrhunderts niedergerissen.
Für Irritationen sorgt ein anderer Hinweis, dass die zehn Aggerhöfe „haben von undenklichen Zeiten her nach Marienhagen, ihrer im Homburgischen (gelegenen) Hauptkirchen gehört; da aber der homburgische Landesherr und mit diesem die Marienhagener Pfarre sich zur reformierten Religion gewendet, so haben die 10 Acherhöfe, was Taufe und Abendmahl angehet, sich aus Liebe zum Vaterland nach Eckenhagen gewendet, allein sonsten bei Marienhagen geblieben.“
1787 wurden die Acherhöfe durch verschärftes Mandat nach Eckenhagen gezwungen. 1855 schließlich wollten sie wieder nach Marienhagen eingepfarrt werden, doch das Presbyterium lehnt ab, da Kirche und Kirchhof zu klein würden.
Der Wunsch nach einer selbstständigen Pastorisierung wurde immer stärker. 1907 dann war es soweit und am 21. Mai fand die Grundsteinlegung statt, am 17. November die Einweihung. Die Kirche, erbaut nach Plänen von Regierungsbaumeister August Senz, hatte 2 Glocken. Die größere, die 1917 abgeliefert werden musste, trug die Inschrift: O LAND, LAND, LAND, HÖRE DES HERREN WORT! – die 1928 wieder neu beschaffte im oberen Kranz: NACH KRIEG UND LEID RUF ICH ERNEUT ZUR SELIGKEIT! Im April 1942 mussten sie wieder abgeliefert werden.
1907 legte die bürgerliche Gemeinde Denklingen in Hunsheim einen Friedhof an, das Kriegerehrenmal wurde 1925 erstellt.
Man blieb auch von den Schrecken des Zweiten Weltkrieges nicht verschont. Am 1. Dezember 1943 erfolgte ein Angriff auf den Oberbergischen Kreis. Die 1907 erbaute kleine, schöne Kirche in Hunsheim wurde zerstört.
Unter großer Anteilnahme der Bevölkerung, der kirchlichen und weltlichen Behörden fand am 5. September 1948 die Grundsteinlegung für ein neues Gotteshaus statt, am 8. Mai 1949 das Richtfest. Den ersten Gottesdienst feierte man am 29. Januar 1950, die Einweihung am 10. Dezember des Jahres.
Zu den Katholiken, im 20. Jahrhundert bis Kriegsende in dieser Gegend nur sehr wenige, findet man den Hinweis, dass durch erzbischöfliche Verfügung vom 24. August 1889 14 Ortschaften aus der Gemeinde Denklingen, auch Hunsheim, mit zusammen 130 Katholiken in seelsorgerischer Hinsicht dem Rektorat Derschlag zugewiesen wurden.

## Wirtschaft und Industrie
In Hunsheim befindet sich ein Industriegebiet der Gemeinde Reichshof, wo sich verschiedene Firmen angesiedelt haben, z. B. BPW Bergische Achsenfabrik Wiehl.

## Kirchengemeinden
- Ev. Kirchengemeinde Hunsheim
- Evangelisch-Freikirchliche Gemeinde (Baptisten)

## Schulen und Bildungseinrichtungen
- Peter von Heydt-Grundschule Hunsheim

## Freizeit

### Vereinswesen
- Freiwillige Feuerwehr Hunsheim
- TC Reichshof-Hunsheim e. V.
- SG Hunsheim 1985 e. V.
- Lehrschwimmbecken
- CVJM Drespe
- CVJM Reichshof
- SV Hunsheim